# Nakomiady (gromada)
Nakomiady – dawna gromada, czyli najmniejsza jednostka podziału terytorialnego Polskiej Rzeczypospolitej Ludowej w latach 1954–1972.
Gromady, z gromadzkimi radami narodowymi (GRN) jako organami władzy najniższego stopnia na wsi, funkcjonowały od reformy reorganizującej administrację wiejską przeprowadzonej jesienią 1954 do momentu ich zniesienia z dniem 1 stycznia 1973, tym samym wypierając organizację gminną w latach 1954–1972.
Gromadę Nakomiady z siedzibą GRN w Nakomiadach utworzono – jako jedną z 8759 gromad na obszarze Polski – w powiecie mrągowskim w woj. olsztyńskim na mocy uchwały nr 18 WRN w Olsztynie z dnia 4 października 1954. W skład jednostki weszły obszary dotychczasowych gromad Koczarki, Langanki, Nakomiady i Salpik ze zniesionej gminy Wyszembork w tymże powiecie. Dla gromady ustalono 12 członków gromadzkiej rady narodowej.
1 stycznia 1955 gromadę włączono do powiatu kętrzyńskiego w tymże województwie.
1 stycznia 1958 do gromady Nakomiady włączono wieś Poganowo oraz osady Poganówko i Zalesie Kętrzyńskie ze zniesionej gromady Wajsznory w tymże powiecie.
Gromadę zniesiono 22 grudnia 1971, a jej obszar włączono do gromad Kętrzyn (miejscowości Bałowo, Godzikowo, Koczrki, Langanki, Nakomiady, Paganowo, Paganówko, Przeczniak, Salpik, Salpik Dolny, Salpik Średni, Sykstyny, Ugiertowo i Zalesie Kętrzyńskie) i Kruszewiec (miejscowość Owczarnia) w tymże powiecie.